# Centar za zaštitu žrtava trgovine ljudima
Centar za zaštitu žrtava trgovine ljudima otvorio je u februaru 2019. godine Prihvatilište za žrtve trgovine ljudima kao svoju organizacionu jedinicu. Ovaj program je posvećen pružanju podrške ženama i devojkama iznad 16 godina starosti koje su prepoznate kao žrtve trgovine ljudima ili su u procesu identifikacije. One se suočavaju sa ozbiljnim pretnjama po svoju sigurnost i traže bezbedno utočište radi oporavka. Za njih je obezbeđeno sigurno okruženje kako bi se oporavile od traume i ponovo izgradile svoje živote.

## Organizacija Prihvatilišta
Prema pravilima Centra, Prihvatilište je organizovano tako da ima četiri stručna radnika na čelu sa rukovodiocem, a može primiti do šest korisnica. Boravak u Prihvatilištu može trajati najduže do šest meseci, uz prilagođavanje dužine boravka individualnim potrebama svake korisnice. U okviru usluge smeštaja obezbeđen je i prostor za posluživanje hrane, prostor za osoblje kao i prostor za aktivnosti.

## Programske aktivnosti Prihvatilišta
- Ispunjavanje osnovnih životnih uslova (ishrana, garderoba, smeštaj, lekovi...).
- Stvaranje okruženja za razvijanje korisnika (put ka osamostaljenju).
- Podrška u pravnim poslovima (obezbeđivanje komunikacije sa stručnim licima poput advokata, predstavnika diplomatsko-konzularnih predstavništava...).
- Ulaganje u razvoj sposobnosti za dalje školovanje i zapošljavanje.[1]

## Fundamentalne vrednosti Prihvatilišta
- Trgovina ljudima je gruba povreda ljudskih prava.[2]
- Pružanje bezbednog okruženja u kome korisnice mogu da se oporave i žive bez straha od dodatne traume ili zlostavljanja.
- Pružanje empatije, razumevanje i brige prema svakoj korisnici bez obzira na njihovu prošlost.
- Poštovanje svake korisnice i jednakost u pravima i dostojanstvu.
- Borba protiv svih oblika nepravde i diskriminacije.
- Partnerstvo i saradnja sa drugim organizacijama, institucijama i zajednicom radi pružanja sveobuhvatne podrške korisnicama.

Ove vrednosti su osnova za pružanje kvalitetne i podržavajuće usluge u Prihavtilištu, a njihovo poštovanje predstavlja podršku korisnicama u njihovom procesu oporavka i rehabilitacije.

## Vodeći principi u radu Prihvatilišta
1. Pružanje psihosocijalne podrške.
2. Osiguranje bezbednosti.
3. Poštovanje pravila prihvatilišta.[2]

## Spoljašnje veze
- Centar za zaštitu žrtava trgovine ljudima

- Priručnik za Prihvatilište za žrtve trgovine ljudima

- Usluge za žrtve trgovine ljudima